# Траоре, Ален
Сибири Ален Траоре (фр. Sibiri Alain Traoré; 31 декабря 1988, Бобо-Диуласо, Буркина-Фасо) — буркинийский футболист, полузащитник и капитан клуба «Ганьоа». Выступал за сборную Буркина-Фасо.

## Карьера

### Клубная
Ален Траоре начинал карьеру футболиста в клубе «Планет Шампьон» из Буркина-Фасо. В 2006 году полузащитник перешёл во французский «Осер». Дебютировал в основном составе «бургундцев» 5 августа 2006 года в матче первого тура чемпионата Франции против «Валансьена». В том же сезоне Траоре дебютировал в кубке УЕФА. Впрочем, до конца 2008 года молодой полузащитник нечасто появлялся на поле и в январе 2009 года отправился в аренду в клуб лиги 2 «Брест», где и провёл остаток сезона. Именно в лиге 2 Траоре забил свой первый гол в чемпионатах Франции (в матче против «Труа» в рамках 21-го тура чемпионата 30 января 2009 года).
По возвращении Траоре в «Осер» ситуация с игровым временем для полузащитника поначалу кардинально не улучшилась: за весь сезон Ален провёл лишь 16 минут в матче с «Лансом». В следующем сезоне Траоре впервые вышел на поле в матче Лиги Чемпионов против мадридского «Реала». В чемпионате же полузащитник впервые сыграл восьмого тура против «Арль-Авиньон» и на 18-й минуте открыл счёт в матче, положив начало разгрому соперника — 4:0. С тем же счётом завершился и матч против «Лиона» 11 мая 2011 года, в котором Траоре забил два мяча.
Старт следующего чемпионата получился для Алена Траоре результативным: в четырёх стартовых турах африканец забил пять мячей, в том числе — два в ворота «Аяччо» 27 августа 2011 года. По итогам чемпионата на счету Траоре оказалось девять забитых голов; «Осер» же покинул лигу 1.
Летом 2012 года нападающий перешёл в «Лорьян». Дебютировал в новой для себя команде 11 августа 2012 года в матче против ПСЖ. 18 августа 2012 года в матче против «Монпелье» Траоре с передачи Ламина Коне забил свой первый гол за «Лорьян».

### В сборной
Ален Траоре в составе юношеской сборной Буркина-Фасо (до 17 лет) участвовал в Кубке Африки среди юношей—2005. На турнире полузащитник забил 1 гол (в ворота сборной Мали); его команда заняла 4-е место в группе и в полуфинал не попала.
В 2006 году Траоре дебютировал в национальной сборной. В её составе полузащитник принимал участие в отборочных турнирах к ЧМ-2010 (5 матчей, 1 гол) и КАН-2012 (3 матча, 4 гола). По итогам второго турнира сборная Буркина-Фасо завоевала право участия в Кубке африканских Наций-2012, а Траоре стал лучшим бомбардиром команды.
В 2013 году вместе со сборной дошёл до финала Кубка африканских наций. В той встрече «жеребцы» уступили сборной Нигерии — 0:1.

## Личная жизнь
Младший брат Алена — полузащитник «Челси» Бертран Траоре.